# Bélmegyer
Bélmegyer este un sat în districtul Békés, județul Békés, Ungaria, având o populație de 1.041 de locuitori (2011). 

## Demografie
Componența etnică a satului Bélmegyer
     Maghiari (98,95%)
     Alții (1,05%)
Componența confesională a satului Bélmegyer
     Fără religie (38,04%)
     Reformați (24,69%)
     Necunoscută (36,22%)
     Alte religii (1,83%)
Conform recensământului din 2011, satul Bélmegyer avea 1.041 de locuitori. Din punct de vedere etnic, majoritatea locuitorilor (98,95%) erau maghiari. Nu există o religie majoritară, locuitorii fiind persoane fără religie (38,04%) și reformați (24,69%). Pentru 36,22% din locuitori nu este cunoscută apartenența confesională.